# Jegyző
A magyar közigazgatási rendszerben a jegyző a helyi önkormányzatok által kinevezett személy, aki megszervezi és vezeti a polgármesteri hivatal munkáját, a helyi önkormányzat közigazgatási és szakmai elöljárója.
A jegyző feladata az önkormányzat napi működésével kapcsolatos feladatok ellátásának megszervezése, gyakorolja a munkáltatói jogokat a hivatal köztisztviselőivel és dolgozóval szemben, döntésre előkészít bizonyos ügyeket a polgármesternek, illetve dönt a részére átadott hatósági ügyekben. A jegyzőnek beszámolási kötelessége van a polgármester és a képviselőtestület felé.
A jegyzők feladatait a 2011. évi CLXXXIX. törvény (Magyarország helyi önkormányzatairól) tartalmazza.

## A jegyző az önkormányzat közigazgatási-szakmai vezetője
A jegyző szakmailag képzett, közigazgatási gyakorlattal rendelkező vezető. A jegyző megbízatása – mivel a funkció szakmai és nem politikai jellegű - nem igazodik az önkormányzati választási ciklusokhoz. A jegyző ennek megfelelően nem választás, hanem kinevezés útján nyeri el munkakörét, a kinevezés határozatlan időre szól. Tekintettel arra, hogy a jegyzői teendők kifejezetten igazgatásszervezői, jogalkalmazói szakmai tartalmúak, a törvény biztosítékot teremtett ahhoz, hogy a választott önkormányzati vezető, a képviselő-testületi tagok választási ciklusonkénti cserélődése mellett, a független szakmai hivatali szervezet és annak vezetője változatlan maradjon. Garanciát jelent ez az időszakonkénti vezetői változások után is a szakapparátus stabilizálására, az igazgatási munka folyamatos, szakszerű ellátására. A jegyző kinevezésének jogát a polgármester gyakorolja.
A közszolgálati tisztviselőkről szóló 2011. évi CXCIX. törvény szerint a jegyző köztisztviselő, s ebből eredően közszolgálati jogviszonyban áll. A jegyző kinevezése előtt a kisebb településeken a képviselő-testületnek döntenie kell arról, hogy az önkormányzat önálló jegyzőt kíván-e foglalkoztatni vagy körjegyzőséghez csatlakozik. Az önálló hivatal létrehozása melletti állásfoglalás egyúttal kötelezettséget is ró az önkormányzatra, nevezetesen a jegyző kinevezésének kötelezettségét. A törvény ide vonatkozó szabálya ugyanis kógens jellegű, a jegyző kinevezését nem csupán jogként, de kötelezettségként is megfogalmazza. Az önkormányzat tehát nem mérlegelheti, hogy kinevezzenek-e jegyzőt vagy sem. Ennek nem csupán elvi, de gyakorlati jelentősége is van. Az önkormányzati működésnek ugyanis előfeltétele, hogy a képviselő-testület hivatali szervezetét is kialakítsák, és az a szakapparátus vezetésére felkészült jegyzővel rendelkezzen.
A törvény a jegyző kinevezésére irányuló kötelezettség teljesítését nem köti határidőhöz.
Nyilvánvaló azonban, hogy a törvény előírt határidő nélkül is kötelezettséget jelent, tehát törvénysértő a nem teljesítése vagy a teljesítésének alapos indok nélküli többszöri elhalasztása. A törvényi kötelezettséget az általában észszerűnek, elvárhatónak tartott időn belül teljesíteni kell. Amennyiben pedig az önkormányzat saját hibáján kívüli okból nem tudja a jegyzői munkakört betölteni (például nincs pályázó), arról kell döntenie, hogy körjegyzőséghez csatlakozik.

### Pályázat
A polgármester - pályázat alapján – a jogszabályban megállapított képesítési követelményeknek megfelelő jegyzőt nevez ki. A polgármester a jegyző, a főjegyző javaslatára – a jegyzőre vonatkozó szabályok szerint – községben kinevezhet, más önkormányzatnál kinevez aljegyzőt a jegyző helyettesítésére, a jegyző által meghatározott feladatok ellátására. A kinevezés határozatlan időre szól.
A jegyzői állás betöltéséhez kötelező a pályázat kiírása. Az önkormányzat legkésőbb a jegyző, főjegyző közszolgálati jogviszonyának megszűnését követő harminc napon belül írja ki a pályázatot a jegyzői, főjegyzői állás betöltésére. A pályázati felhívásnak a Ktv. szabályai alapján tartalmaznia kell:
- az önkormányzat megnevezését;
- a jegyzői munkakörre történő utalást;
- az ellátandó feladatok ismertetését;
- a munkakör betöltéséhez, illetve a pályázat elnyeréséhez jogszabályban előírt és egyéb szükséges valamennyi feltételt;
- az illetményre és az egyéb juttatásra vonatkozó tájékoztatást;
- a pályázat benyújtásának feltételeit, határidejét, valamint elbírálásának határidejét;
- a pályázati eljárásra és a pályázat elbírálásának módjára vonatkozó tájékoztatást;
- a jegyzői állás betöltésének időpontját;
- a pályázathoz csatolandó iratok felsorolását.

A pályázati felhívás széles körben történő nyilvánosságra hozatalát segíti elő az, hogy a fizetett sajtóközlemény (hirdetés) mellett a Belügyminisztérium hivatalos lapja (Belügyi Közlöny) díjmentesen közli az önkormányzatok által meghirdetett pályázati kiírásokat, de azok más módon is gondoskodhatnak a felhívás közreadásáról.
A gyakorlati tapasztalatok gyakran azt igazolják vissza, hogy a pályázók egyikét sem tartja a polgármester alkalmasnak, vagy a pályázati felhívásra nincs jelentkező. Garanciális szabály, hogy a pályázati eljárás eredménytelensége esetén harminc napon belül az önkormányzat köteles újabb pályázatot kiírni.

### Alkalmazási és képesítési követelmények
Az alkalmazási és képesítési követelmények a jegyzők esetében is meghatározottak. Esetükben is általános alkalmazási feltétel a büntetlen előélet, a cselekvőképesség és a magyar állampolgárság. Képesítési feltételként a törvény meghatározza, hogy jegyzővé (körjegyzővé, megyei jogú város kerületi hivatalvezetőjévé, aljegyzővé) az a személy nevezhető ki, aki igazgatásszervezői vagy állam- és jogtudományi doktori képesítéssel, vagy okleveles közigazgatási menedzser szakképesítéssel, és jogi vagy közigazgatási szakvizsgával, vagy az Országos Közigazgatási Vizsgabizottság elnöksége által a teljes körűen közigazgatási jellegűnek minősített tudományos fokozat alapján adott mentesítéssel rendelkezik.
A főjegyzői kinevezéshez állam- és jogtudományi doktori vagy okleveles közgazdász képesítés és jogi vagy közigazgatási szakvizsga, vagy az Országos Közigazgatási Vizsgabizottság elnöksége által a teljes körűen közigazgatási jellegűnek minősített tudományos fokozat alapján adott mentesítés szükséges.
A jegyzőkre vonatkozó magas szintű képesítési követelmények előírását az tette szükségessé, hogy a jegyzőnek, illetve főjegyzőnek az önkormányzati közigazgatás szakszerűségének és eredményességének biztosításában meghatározó szerepe van.

### Egyéb feltételek
A képesítés előírása mellett a Ktv. a jegyzői kinevezés előfeltételeként előírja azt is, hogy a pályázó legalább kétéves szakmai gyakorlattal rendelkezzen. Ez az előírás azt célozza, hogy a pályázó az egyetemen, főiskolán elsajátítható elméleti ismeretek mellett, szerezzen gyakorlati tapasztalatokat is, legyen áttekintése az igazgatási munkáról, ismerje meg legalább az e rövid idő alatt elsajátítható szakmai fortélyokat, tehát legyen felvértezve az igazgatás gyakorlati ismereteivel is. Az önkormányzati hivatalnál, a központi igazgatás szakapparátusában eltöltött szakmai gyakorlat hozhat leginkább a jegyzői munkakörben hasznosítható tapasztalatokat de ide sorolható más jogi, igazgatásszervezői munkakör (például ügyész, bíró, ügyvéd, rendészeti igazgatás), és elfogadható más jogalkalmazási területen (például jogtanácsos) eltöltött szakmai gyakorlati idő is.
A kisebb településekre jellemző kedvezőtlen szakember-ellátási körülmények indokolták a gyakorlati idő csökkentésének lehetőségét, illetve elengedésének kivételes biztosítását is. A községi önkormányzat képviselő-testülete indokolt esetben a két évnél rövidebb gyakorlati idővel bíró vagy gyakorlati idővel egyáltalán nem rendelkező pályázó jegyző kinevezése mellett is dönthet. A képviselő-testület kinevezési joga egyúttal a közszolgálati viszony megszüntetésének a jogát is magába foglalja. A jegyző felett az egyéb munkáltatói jogokat a polgármester gyakorolja.
Előfordulhat, hogy a kinevezett jegyző esetenként nem tudja ellátni a feladatát, ilyenkor is gondoskodni kell a jegyzői feladatok elvégzéséről.
Ezt biztosítja az aljegyzői kinevezés. Városban, kerületben, a fővárosi önkormányzat és a megyei önkormányzat hivatalánál kötelező az aljegyző kinevezése, községekben csak lehetőség. Az aljegyző kinevezéséről is a polgármester dönt, a javaslattétel a jegyzőt illeti meg. A törvényszöveg tartalmazza azt is, hogy a kinevezés a jegyzőre vonatkozó szabályok szerint történik. Így a kinevezéshez pályázat szükséges, továbbá csak a képesítési követelménynek megfelelő személyek pályázhatnak. A kinevezés határozatlan időre szól.

## Apolgármesteri hivatalvezetése
A jegyző vezeti a képviselő-testület hivatalát.
A jegyző
a) gondoskodik az önkormányzat működésével kapcsolatos feladatok ellátásáról;
b) a hatáskörébe tartozó ügyekben szabályozza a kiadmányozás rendjét; gyakorolja a munkáltatói jogokat a képviselő-testület hivatalának köztisztviselői tekintetében. A kinevezéshez, vezetői megbízáshoz, felmentéshez, a vezetői megbízás visszavonásához, jutalmazáshoz – a polgármester által meghatározott körben – a polgármester egyetértése szükséges.
c) döntésre előkészíti a polgármester hatáskörébe tartozó államigazgatási ügyeket;
d) dönt azokban a hatósági ügyekben, amelyeket a polgármester ad át;
e) tanácskozási joggal vesz részt a képviselő-testület, a képviselő-testület bizottságának ülésén;
f) dönt a hatáskörébe utalt ügyekben.
Egyértelműen rögzíti a törvény, hogy a képviselő-testület hivatalát a jegyző vezeti, és ebből következően a konkrét munkaszervezési utasításokat, feladatokat a jegyző adja ki a hivatal dolgozóinak.
A feladatok sorában elsőként az önkormányzat működésével kapcsolatos teendők ellátását emeli ki a törvény.
A képviselő-testület működésével
kapcsolatban a jegyző feladata – a polgármester feladat-meghatározásait figyelembe véve – az ülések adminisztratív előkészítésének megszervezése (testületi meghívók elkészíttetése, azok időbeni kiküldése, az ülésterem előkészítése), a napirendek tartalmi és formai előkészítése, az előterjesztések eljuttatása a címzettekhez. A képviselő-testület döntéseinek szakmai megalapozása a jegyző tevékenységi körének egyik legfontosabb területe. Biztosítani kell az előterjesztések igazgatási-szakmai színvonalát, a szükséges információk begyűjtését és feldolgozását. Különös gonddal kell előkészíteni a határozati javaslatokat, a rendelet-tervezeteket. A döntések törvényességéért a jegyzőt önálló felelősség terheli.
A képviselő-testület és a bizottságok működésével kapcsolatban a jegyzőnek feladata az is, hogy figyelemmel kísérje az ülés vezetését és jelezze, ha az ülésvezetés eltér a Szervezeti és Működési Szabályzat vagy más jogszabály előírásaitól. A képviselő-testület üléséről a jegyző készíttet jegyzőkönyvet, felelősség terheli a jegyzőkönyv tartalmi hitelességéért. A jegyzőkönyv hitelessége nem csupán a formai előírásoknak való megfelelést jelenti, hanem köteles a jegyző arra ügyelni, hogy a jegyzőkönyv tartalmilag hűen tükrözze az ülésen elhangzottakat. Ha a Szervezeti- és Működési Szabályzat a jegyzőkönyvre vonatkozóan részletesebb szabályokat is megállapít (például szó szerinti jegyzőkönyv, hangfelvétel készítése), ezeket is érvényesíteni kell.
A jegyzőnek alapvető feladatai vannak a képviselő-testület, a bizottságok üléseinek előkészítésével, az előterjesztések szakmai megalapozásával, az ülések lebonyolításával és a határozatok meghozatalával, a törvényesség megtartásával kapcsolatban. A törvény biztosítja számára a képviselő-testület és a bizottságok ülésén való részvétel jogát. A jegyző tanácskozási joggal vehet részt ezeken az üléseken függetlenül attól, hogy az ülés nyilvános vagy kivételesen zárt. A jegyző köteles gondoskodni a bizottságok működési feltételeiről. Ennek keretében – a polgármester irányítása, a Szervezeti- és Működési Szabályzat előírásai alapján – megszervezi a bizottságok üléseinek adminisztratív kiszolgálását (meghívók, ülésterem biztosítása, jegyzőkönyvezés), segíti döntéseik szakmai előkészítését. A jegyző feladata a képviselő-testület tagjai munkájához szükséges operatív intézkedések szervezése. Kiemelkedően fontos a jegyző előkészítő tevékenysége a Szervezeti- és Működési Szabályzat és más rendeletek megalkotásánál.
Hatásköre a jegyzőnek, hogy gyakorolja a munkáltatói jogokat a képviselő-testület hivatalának köztisztviselői tekintetében. Ezt a jogosítványát a polgármester korlátozhatja. A törvény úgy rendelkezik, hogy a polgármester által meghatározott körben a polgármester egyetértése szükséges egyes munkáltatói jogkörök gyakorlásához. Ezek körébe vonja a törvény a kinevezést, vezetői megbízást, felmentést, a vezetői megbízás visszavonását és a jutalmazást. A polgármester határozza meg tehát, hogy az egyetértési jogot milyen körben, kikre vonatkozóan kívánja gyakorolni. Hangsúlyozni kell, hogy a munkáltatói jog a jegyzőé, azt nem vonhatja el a polgármester, csak egyetértési jogát gyakorolhatja.

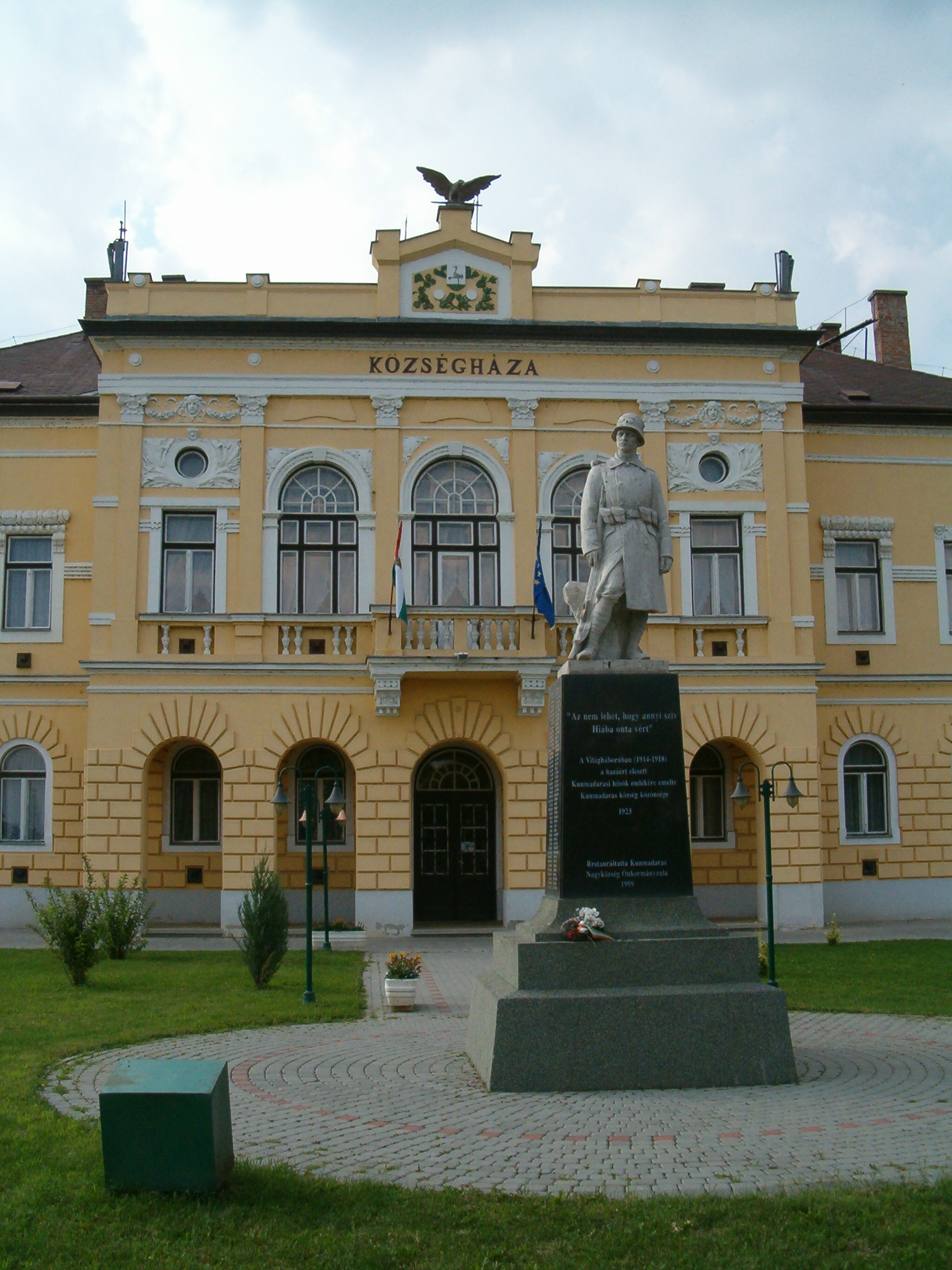
Községháza Kunmadarason

A jegyző alapvető feladata, hogy a képviselő-testület és a polgármester által meghatározott önkormányzati feladatok teljesítésén kívül megszervezze az állampolgárok államigazgatási ügyeinek szakszerű intézését. E téren feladatot jelent számára a saját hatáskörébe tartozó ügyeknek az intézése, dönt azokban a hatósági ügyekben, amelyeket a polgármester ad át és döntésre előkészíti a polgármester hatáskörébe tartozó államigazgatási ügyeket.
A jegyző köteles jelezni a képviselő-testületnek, a bizottságnak és a polgármesternek, ha a döntésüknél jogszabálysértést észlel.
Az a törvényi előírás, mely szerint a jegyző köteles jelezni a képviselő-testületnek, a bizottságnak és a polgármesternek, ha a döntéseiknél jogszabálysértést észlel, kulcsfontosságú a jegyző feladatellátását illetően. Nem ritkán kifejezetten elvárják a jegyzőtől, hogy a döntéshez találja meg a kielégítő jogi megoldást. Mindezek mellett is hangsúlyozandó: a törvény nem bízza a jegyző belátására, mérlegelésére a törvényességi észrevétel megtételét. Egyetlen feltétel található a törvényben, ami a jegyzőnek támpontot ad: "ha jogszabálysértést észlel". A jogszabálysértés-észleléssel beáll a jelzés kötelezettsége.
A jegyzőnek a törvényesség érdekében kifejtett tevékenysége elsősorban a döntés jogsértésének megelőzésére kell, hogy irányuljon. Rendkívül fontos, hogy a jegyző a polgármesterrel, a bizottságok elnökeivel, valamennyi képviselővel jó együttműködést alakítson ki és minél ritkábban kényszerüljön elfogadott döntés észrevételezésére.
A jegyző a tudomására jutott jogszabálysértés elhárítására, feltárására köteles. Nem kötelessége az, hogy a hivatali szervezeten belül vagy a testület működése körében "nyomozó" munkát folytasson a latens jogszabálysértések felkutatására.

## A körjegyzőség
- A  körjegyzőség alakításakor a képviselő-testületek a községek igazgatási feladatainak együttes ellátásában állapodnak meg. A körjegyzőséghez tartozó képviselő-testületek mindegyikének minősített többséggel hozott egybehangzó döntése szükséges a körjegyző kinevezéséhez. A körjegyzőség munkájával kapcsolatos kérdésben szükség szerint a képviselő-testület együttes ülésén határoznak.
- a törvény a körjegyzőségi hivatal dolgozóinak kinevezési jogát, valamint a munkáltatói jogok gyakorlását a körjegyző hatáskörébe adja.

Győr-Moson-Sopron Megye Jegyzőinek Almanachja:
A  Magyar Közigazgatási Kar Győr-Moson-Sopron Megyei Tagozata 2000 évben megjelentette a Győr-Moson-Sopron megye jegyzőinek almanachját. A kötet szól a jegyzők elődeiről, a nótáriusokról is. A középkori vármegyei közigazgatás adminisztrációját a nótárius intézte. Az esetek többségében egyetlen írástudó a nótárius, aki egyházi személy volt. A XVI. századtól választott megyei tisztviselő lett. A szerzők által gyűjtött írásos dokumentumok bizonyítják, hogy a XIX. század végén Sefcsik Ferenc így foglalta össze a községi nótárius feladatait: “A jegyző, miként a falu pennája, a testület szeme, füle, szája, feje, mindenes barma, egyúttal a kiváltságos levelek őrzője is volt.”
A leterheltségéről így írnak XIII. századról szóló részben:  A gyűlés után és “a jóllakás után” a Méltóságos, Nagyságos és Tiszteletes urak “az ország dolgait kipihenők, szépen keverték az ördög bibliáját vagy füstfelhők között hallgatták Kan Jancsi hegedűjét, az alatt a jegyzőnek a másnapi hitelesítésre meg kellett a jegyzőkönyvet szerkeszteni.” Ugyanebben a korszakban előfordult, hogy “a jegyző halála után több hónapra megbénult a vármegyei közigazgatás: nem tartottak közgyűlést, szünetelt az ítélkezés.”
A szerzők szemléletesen bemutatják, hogy az idő folyamán változtak a jogszabályok, a jegyzők életkörülményei, e foglalkozás más- más társadalmi megítélés alá esett, az előírt szabályok átértékelődtek.  E kislexikon   egységes szempontok alapján mutatja be a 2000. június 30-án Győr-Moson-Sopron megyében dolgozó jegyzőket. A kiadvány a személyi, képzési és foglalkoztatási adatok mellett tartalmazza a munkahelyi elérhetőségre vonatkozókat is, amely a polgármesteri hivatalok, körjegyzőségek intézményes kapcsolattartását segítheti. A kiadvány használatát névre és a 176 településre vonatkozó speciális mutató segíti. 

## Külső hivatkozások
- http://www.jegyzo.hu
- https://web.archive.org/web/20070222083918/http://oregjuhaszfia.blogter.hu/?post_id=56492